# Lee Terry
Lee Raymond Terry (ur. 29 stycznia 1962) – amerykański polityk, członek Partii Republikańskiej. W latach 1999–2015 był przedstawicielem drugiego okręgu wyborczego w stanie Nebraska do Izby Reprezentantów Stanów Zjednoczonych.